# Liste d'amphithéâtres romains au Royaume-Uni
Cet article recense les amphithéâtres romains au Royaume-Uni.

## Liste

### Angleterre
| Édifice                                  | Lieu              | Notes | Coordonnées                 | Illustration |
| ---------------------------------------- | ----------------- | --- | --------------------------- | ------------ |
| Amphithéâtre d'Isurium Brigantum         | Aldborough        | | 54° 05′ 18″ N, 1° 22′ 53″ O |              |
| Amphithéâtre de Venta Silurum            | Caerwent          | | 51° 36′ 45″ N, 2° 45′ 59″ O |              |
| Amphithéâtre de Charterhouse (en)        | Charterhouse (en) | | 51° 18′ 19″ N, 2° 43′ 13″ O |              |
| Amphithéâtre de Deva Victrix             | Chester           | | 53° 11′ 21″ N, 2° 53′ 13″ O |              |
| Amphithéâtre (en) de Corinium Dobunnorum | Cirencester       | | 51° 42′ 41″ N, 1° 58′ 20″ O |              |
| Amphithéâtre de Camulodunum              | Colchester        | | 51° 52′ 59″ N, 0° 54′ 00″ E |              |
| Amphithéâtre de Durnovaria (en)          | Dorchester        | L'amphithéâtre occupait l'emplacement des Maumbury Rings (en), un henge néolithique reconverti par les Romains.  | 50° 42′ 28″ N, 2° 26′ 25″ O |              |
| Amphithéâtre de Londinium                | Londres           | Situé dans l'actuelle cité de Londres ; des vestiges sont visibles au sous-sol de la Guildhall Art Gallery (en). | 51° 30′ 56″ N, 0° 05′ 32″ O |              |
| Amphithéâtre de Rutupiæ                  | Richborough       | | 51° 17′ 25″ N, 1° 19′ 35″ E |              |
| Amphithéâtre de Verulamium               | St Albans         | Théâtre utilisé comme amphithéâtre, de forme presque ovale.                                                      | 51° 45′ 14″ N, 0° 21′ 30″ O |              |
| Amphithéâtre de Calleva Atrebatum        | Silchester        | | 51° 21′ 32″ N, 1° 04′ 31″ O |              |
| Amphithéâtre de Viroconium (?)           | Wroxeter          | Édifice hypothétique, aucun amphithéâtre n'ayant été confirmé sur le site de Wroxeter.                           |                             |              |

### Pays de Galles
| Édifice                          | Lieu       | Notes | Coordonnées                 | Illustration |
| -------------------------------- | ---------- | ----- | --------------------------- | ------------ |
| Amphithéâtre d'Isca Augusta (en) | Caerleon   |       | 51° 36′ 29″ N, 2° 57′ 25″ O |              |
| Amphithéâtre de Venta Silurum    | Caerwent   |       | 51° 36′ 45″ N, 2° 45′ 59″ O |              |
| Amphithéâtre de Moridunum        | Carmarthen |       | 51° 51′ 43″ N, 4° 17′ 48″ O |              |